# 4589 McDowell
4589 McDowell (1933 OB) là một tiểu hành tinh vành đai chính được phát hiện ngày 24 tháng 7 năm 1933 bởi Karl Reinmuth ở Heidelberg. Nó được đặt theo tên Jonathan McDowell, an astrophysicist ở Harvard-Smithsonian Center for Astrophysics và the editor thuộc Jonathan's Space Report.